# Mistrovství Evropy v boxu 2000
XXXIII. mistrovství Evropy v boxu proběhlo v Tampere, Finsko ve dnech 13. až 21. května 2000. Organizátorem turnaje mistrovství Evropy byla European Amateur Boxing Association (EABA).

## Česká stopa
Šéftrenér reprezentace: Svatopluk Žáček
Na mistrovství Evropy startovali za Česko 2 boxeři:
- −60 kg: Martin Halaš (* 1980) z SKP Sever Ústí nad Labem
- −75 kg: Ladislav Kutil (* 1976) z Beck Box Club Praha

## Výsledky
| Muži     | Zlato                     | Stříbro                   | Bronz                     | Bronz                    |
| -------- | ------------------------- | ------------------------- | ------------------------- | ------------------------ |
| –48 kg   | Valerij Sydorenko (UKR)   | Sergej Kazakov (RUS)      | Pál Lakatos (HUN)         | Marian Velicu (ROU)      |
| –51 kg   | Volodymyr Sydorenko (UKR) | Bogdan Dobrescu (ROU)     | Sevdalin Christov (BUL)   | Juho Tolppola (FIN)      |
| –54 kg   | Agasi Ağagüloğlu (TUR)    | Raimkul Malachbekov (RUS) | György Farkas (HUN)       | Aram Ramazjan (ARM)      |
| –57 kg   | Ramaz Palijani (TUR)      | Boris Georgiev (BUL)      | Falk Huste (GER)          | Alexej Vorobjov (BLR)    |
| –60 kg   | Alexandr Maletin (RUS)    | Filip Palić (CRO)         | Selim Palijani (TUR)      | Norman Schuster (GER)    |
| –63,5 kg | Alexandr Leonov (RUS)     | Dimitar Štilianov (BUL)   | Nurhan Süleymanoğlu (TUR) | Willy Blain (FRA)        |
| –67 kg   | Bülent Ulusoy (TUR)       | Valerij Bražnyk (UKR)     | Darius Jasevičius (LTU)   | Mihály Kótai (HUN)       |
| –71 kg   | Adnan Ćatić (GER)         | Andrej Mišin (RUS)        | Nikola Sjekloća (YUG)     | Dmitrij Usagin (BUL)     |
| –75 kg   | Zsolt Erdei (HUN)         | Stjepan Božić (CRO)       | Juha Ruokola (FIN)        | Oleksandr Zubrihin (UKR) |
| –81 kg   | Alexandr Lebzjak (RUS)    | Claudio Rîșco (ROU)       | Milorad Gajović (YUG)     | Ali Ismajilov (AZE)      |
| –91 kg   | Jackson Chanet (FRA)      | Sultan Ibragimov (RUS)    | Emil Garai (HUN)          | Andreas Gustavsson (SWE) |
| +91 kg   | Alexej Lezin (RUS)        | Paolo Vidoz (ITA)         | Cengiz Koç (GER)          | Bagrat Oganjan (ARM)     |

## Medailová bilance
V boxu se rozdělilo celkem 12 sad medailí.
| Pořadí | Stát                               |       | Muži    | Muži  | Muži | Celkem |
| Pořadí | Stát                               | Zlato | Stříbro | Bronz |      | Celkem |
| ------ | ---------------------------------- | ----- | ------- | ----- | ---- | ------ |
| 1.     | Rusko (RUS)                        |       | 4       | 4     | 0    | 8      |
| 2.     | Turecko (TUR)                      |       | 3       | 0     | 2    | 5      |
| 3.     | Ukrajina (UKR)                     |       | 2       | 1     | 1    | 4      |
| 4.     | Maďarsko (HUN)                     |       | 1       | 0     | 4    | 5      |
| 5.     | Německo (GER)                      |       | 1       | 0     | 3    | 4      |
| 6.     | Francie (FRA)                      |       | 1       | 0     | 1    | 2      |
| 7.     | Bulharsko (BUL)                    |       | 0       | 2     | 2    | 4      |
| 8.     | Rumunsko (ROU)                     |       | 0       | 2     | 1    | 3      |
| 9.     | Chorvatsko (CRO)                   |       | 0       | 2     | 0    | 2      |
| 10.    | Itálie (ITA)                       |       | 0       | 1     | 0    | 1      |
| 11.    | Svazová republika Jugoslávie (YUG) |       | 0       | 0     | 2    | 2      |
| 11.    | Finsko (FIN)                       |       | 0       | 0     | 2    | 2      |
| 11.    | Arménie (ARM)                      |       | 0       | 0     | 2    | 2      |
| 14.    | Litva (LTU)                        |       | 0       | 0     | 1    | 1      |
| 14.    | Ázerbájdžán (AZE)                  |       | 0       | 0     | 1    | 1      |
| 14.    | Švédsko (SWE)                      |       | 0       | 0     | 1    | 1      |
| 14.    | Bělorusko (BLR)                    |       | 0       | 0     | 1    | 1      |
| Celkem | Celkem                             |       | 12      | 12    | 24   | 48     |